# 搬运工

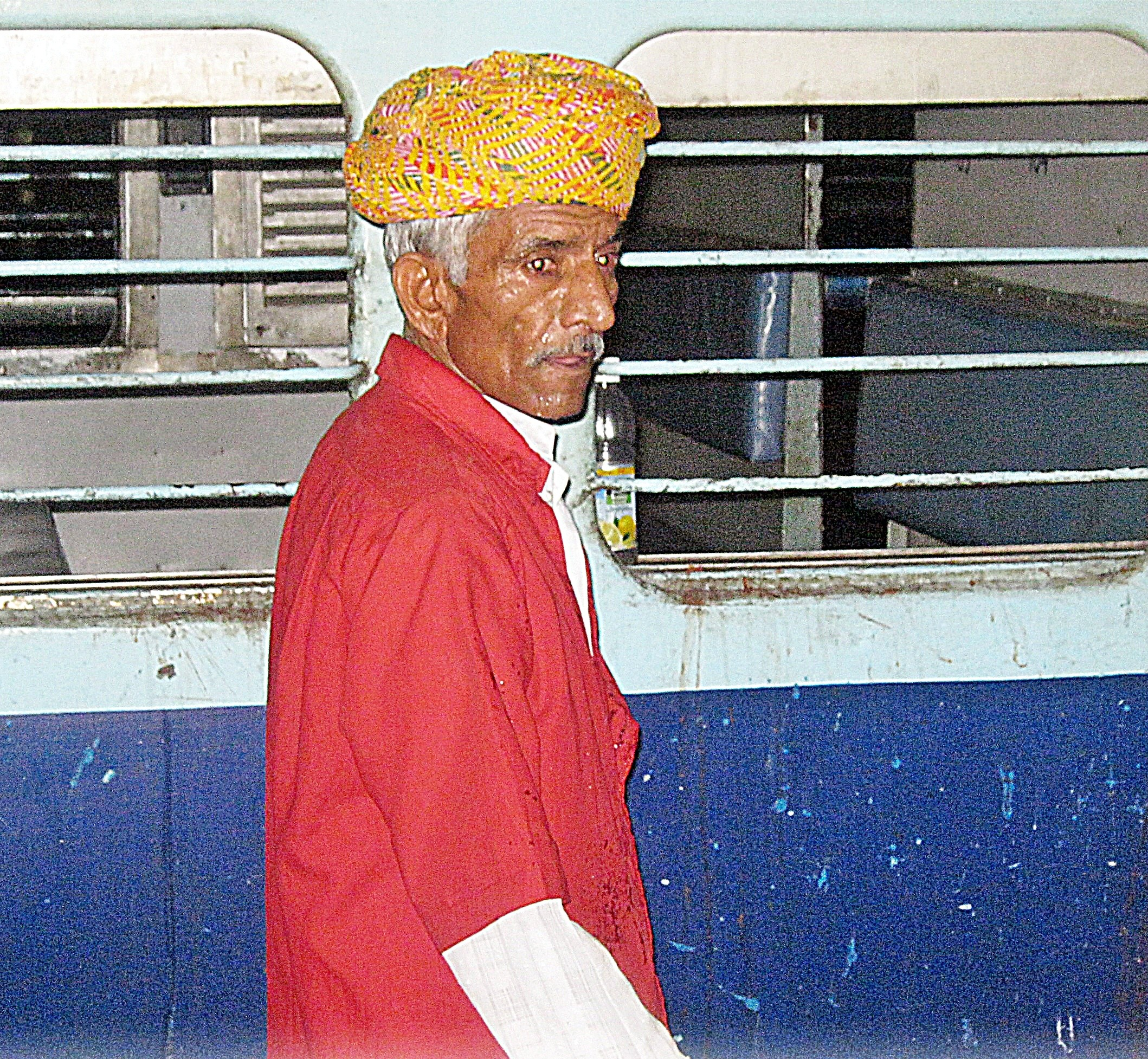
一位印度铁路搬运工

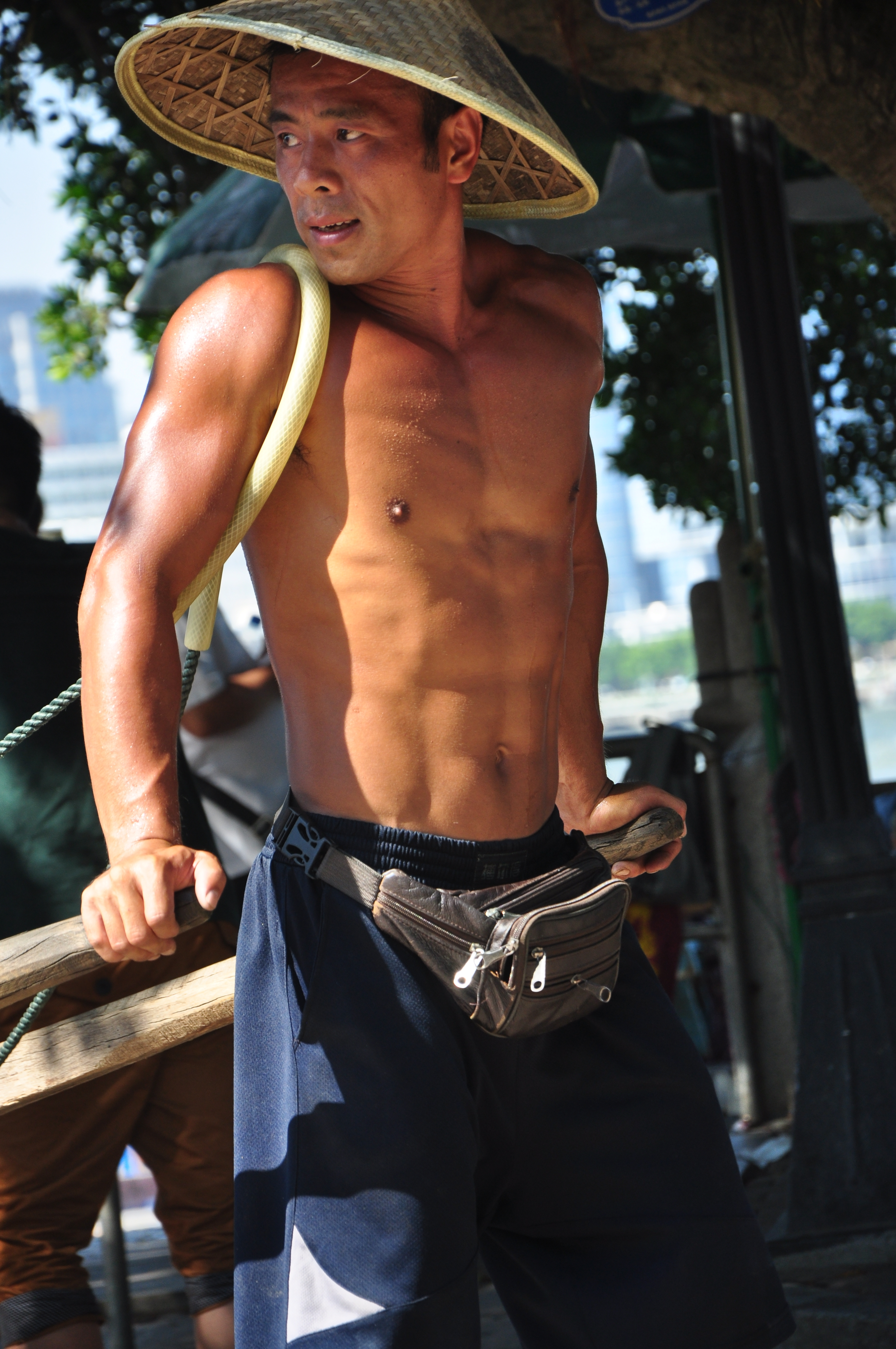
一位工作中的中国搬运工

搬運工（英語：porter），又稱揹伕或背伕，是以为他人搬運物品作為工作的人，即俗稱挑夫。在山區之中，以協助他人從事徒步或登山活動所需，舉凡登山物品揹運、料理烹煮、找地紮營、急難救援、巡山守望等工作攬於一身的人，此職即稱為高山協作員。
現時中國、尼泊爾、巴基斯坦、坦桑尼亞、印度仍存在揹伕的工作，此類工作存在高風險，歷史上有不少揹伕在山區或徒步路線中搬運物品時意外喪生。

## 背伕工作準則
根據國際背伕保護團體的準則：沒有人可以要求背伕搬運超過他們身體難以承受的重量。在不同地區的背伕搬運重量的上限有異：
- 乞力馬札羅：20公斤
- 秘魯和巴基斯坦：25公斤
- 尼泊爾：30公斤

準則亦提議背伕所搬運的重量應根據高度、路況及天氣狀況而有所調整，亦禁止童工受僱。

## 現今意義
在许多第三世界国家，许多搬运工仍被雇用，特别是在一些领域，其中骆驼、牛、马或狗等动物，以及如推车、卡车、轮船、火车或飞行器等车辆无法取代传统的人力搬运方式，或是这些替代方式不实用。童兵也常常被强迫作为搬运工劳动。

## 照片

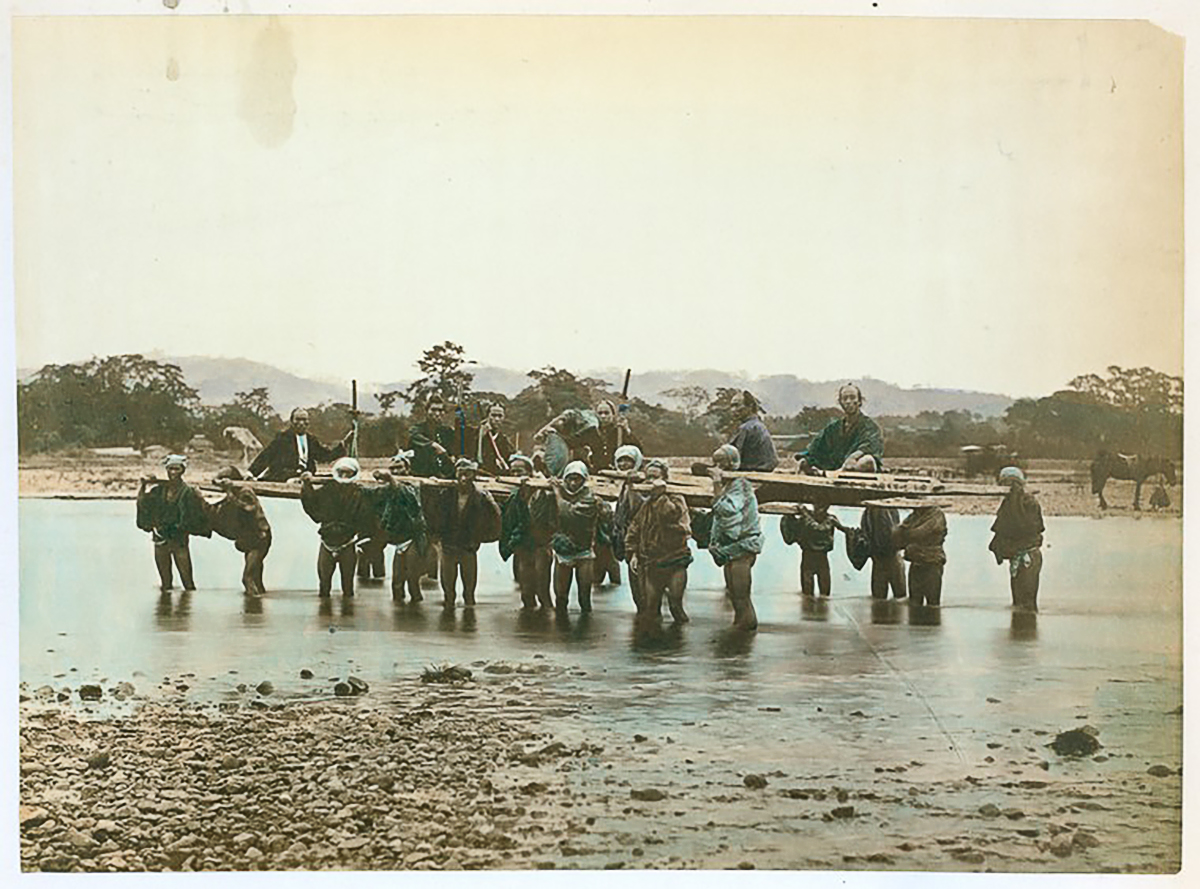
在日本小田原市附近的Sakawa河上一处浅滩工作的搬运工
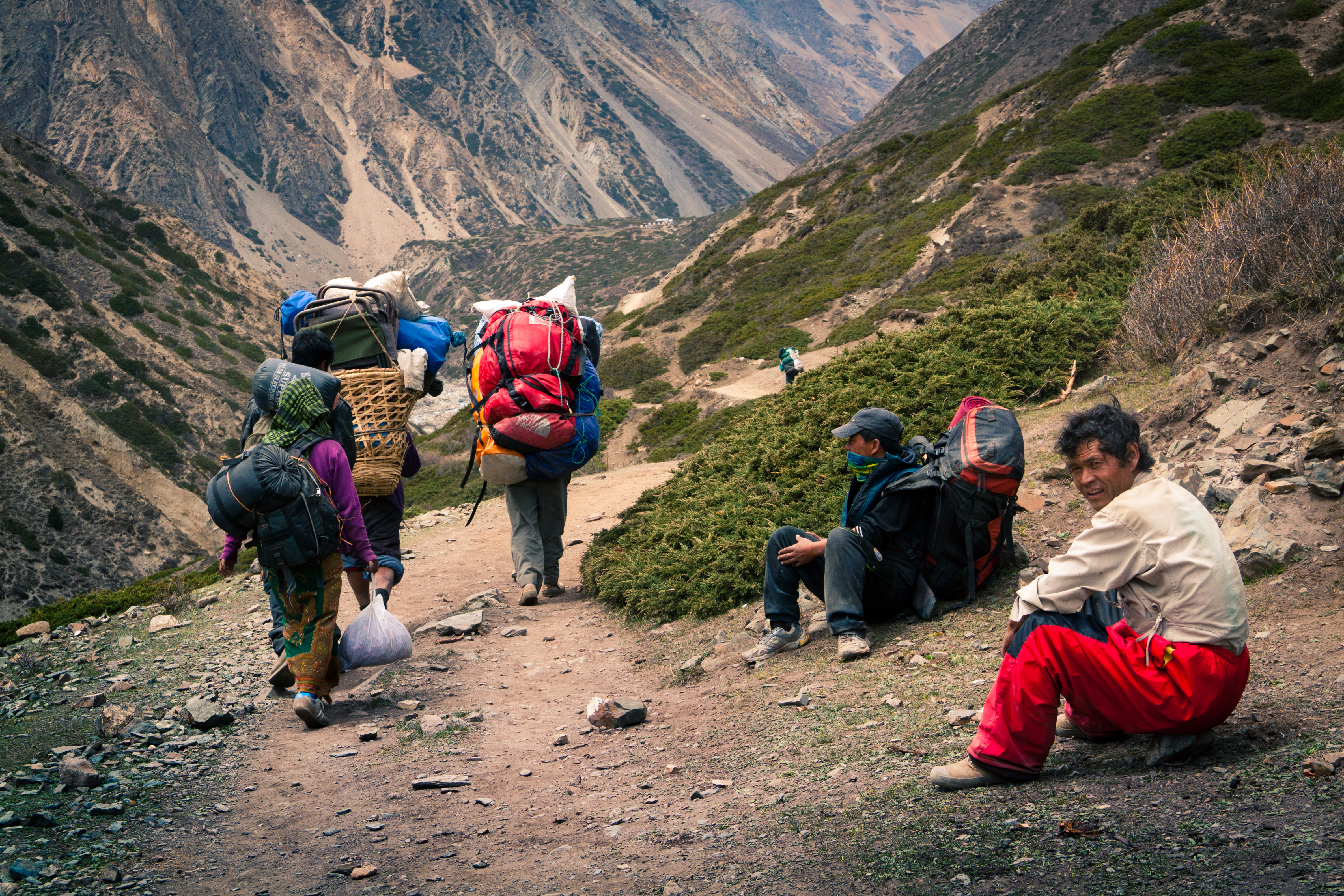
位于Annapurna Circuit的尼泊尔搬运工
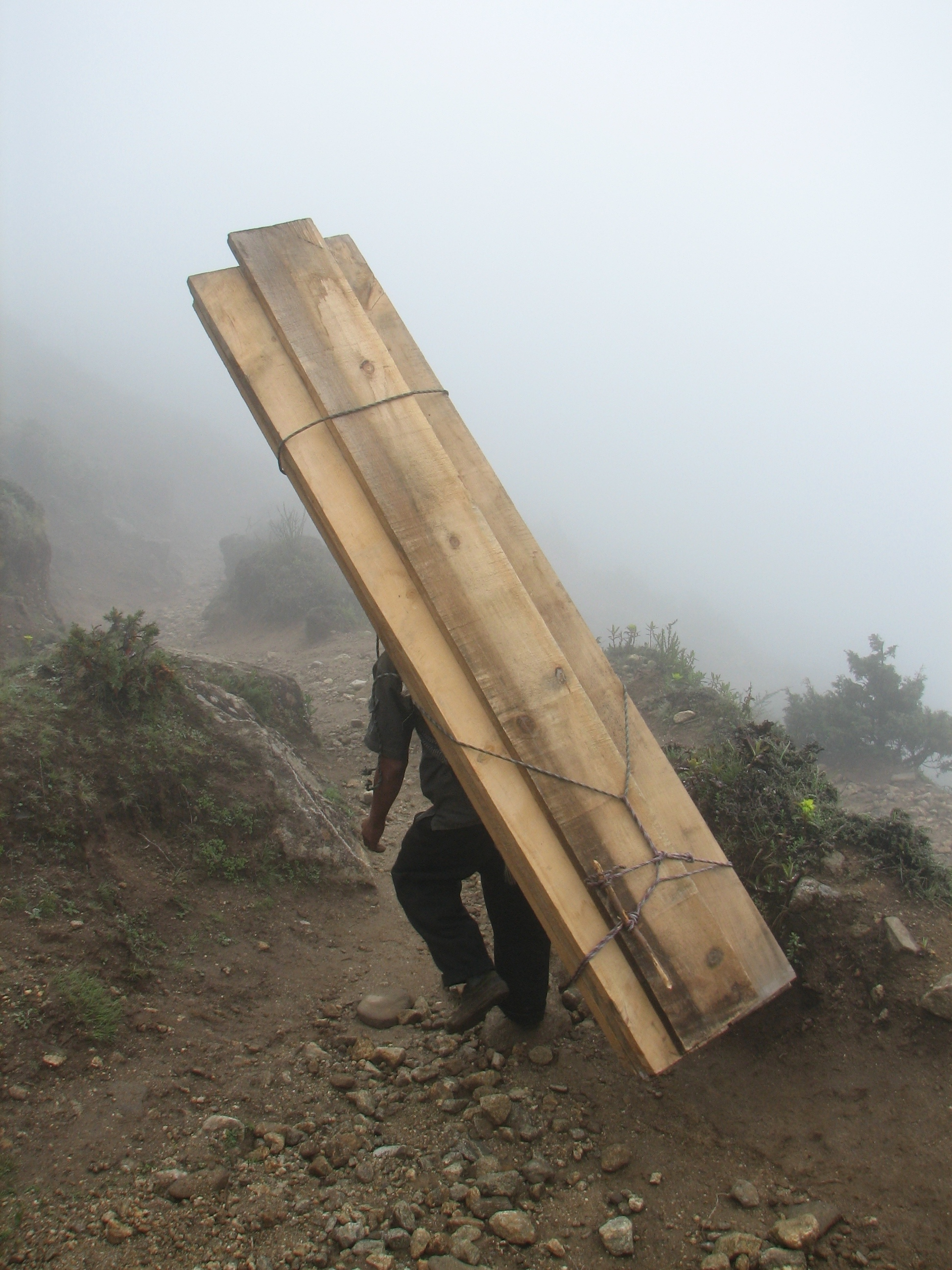
夏尔巴人搬运工在珠穆朗瑪峰附近的喜马拉雅山脉中搬运木头

## 腳註
1. ↑  林俊宏. . 自由時報. 2013-04-23  [2015-08-05]. （原始内容存档于2019-05-21） （中文（臺灣））.
2. ↑  巫米、麥尚. . 原住民族電視台《原住民新聞雜誌》. 2013-05-17  [2015-08-05] （中文（臺灣））.